# Vjasa
Vjasa (/ˈvjɑːsə/; व्यास, doslovno „sastavljač”) legendarni je autor of the Mahabharata, Veda i Purana, nekih od najvažnijih dela u hinduističkoj tradiciji. Nazivaju ga i Veda Vjasa ((वेदव्यास, veda-vjasa, „onaj koji je klasifikovao Vede”) ili Krišna Dvajpajana (što se odnosi na njegov tamni ten i rodni kraj).
Festival Gurua Purnima posvećen je njemu. Poznat je i kao Vjasa Purnima, dan za koji se verovalo da je njegov rođendan i dan na koji je podelio Vede. Vjasa se smatra jednim od sedam Čirandživisa (dugovečnih ili besmrtnih), koji i dalje postoje po hinduističkoj tradiciji.

## Ime
Vjasino rođeno ime je Krišna Dvajpajana, što se verovatno odnosi na njegov tamni ten i mesto rođenja, iako je poznatiji kao „Veda Vjasa“ (Veda Vyāsa) jer je jednu, večnu Vedu sastavio u četiri odvojene knjige — Rigveda, Samaveda, Jadžurveda i Atarvaveda.
Reč „Viasa“ (Vyāsa) se odnosi na „sastaviti“, ili „urediti“, i takođe znači „razdvajanje“ ili „podela“. Ostala značenja su „razdvojiti“, „diferencirati“, ili „opisati“. To je takođe titula koja se daje „svetom mudracu ili pobožnom učenom čoveku“, a primenjuje se na „osobe istaknute po svojim spisima“.
Svami Vivekananda izražava mišljenje da Vjasa možda nije bio jedna osoba, već loza mudraca koji su bili zadovoljni da jednostavno razvijaju ideje bez prisvajanja zasluga, pošto su bili slobodni od želje za rezultatima svog rada, te su stoga autorstvo pripisali Vjasi. On kaže da je Vjasa samo naslov, svako ko je komponovao novu Puranu bio je poznat pod imenom Vjasa.

## Pripisani tekstovi
Vjasa se tradicionalno smatra hroničarem ovog epa, a takođe se pojavljuje i kao važan lik u Mahabarati. U prvom odeljku Mahabarate se navodi da je Ganeša bio taj koji je napisao tekst na Vjasin diktat, ali naučnici to smatraju kasnijom interpolacijom u ep i ovaj deo priče je takođe isključen u „Kritičkom izdanju” Mahabarate.
Petorica braće Pandava iz mlađe loze kraljevske kuće Kuru, budući da su ultimatni pobednici, stoga indijski kulturni heroji, Vjasin odnos sa pobednicima u ovom srodničkom ratu rođaka protiv rođaka je kao hroničara koji je potomak oca pobednika. Ovih pet protagonista su surogat Panduovih sinova, rođenih od raznih bogova u ime ovog kralja Kurua, čiji otac je sam Vjasa 'pod praksom Nijoge' umesto starijeg brata koji je umro bez naslednika, po nalogu svoje majke Satjavati. Vjasa je takođe bio otac pobeđenih, on je svakako bio hirurg koji je stotinu braće rođaka antagonista stavio u inkubaciju, i kako se samo kaže da su rođeni blagodaću koju je dodelio njihovoj majci, postoji izvesna mogućnost da je on je i sam njihov biološki otac. Otuda Vjasino autorstvo Mahabarate predstavlja biografiju njegove porodice uključujući i njene usvojenike. Ovo je bila borba između njegovih sopstvenih unuka po službenoj dužnosti. I to je na tragu stvaranja ovog navodno istorijskog, smiriti Mahabarate, kao i 'sastavljanja' esencijalnog sruti spisa Veda, da je 'Vjasa' dodat kao epitet, a zatim je zasenio njegova dva rođena imena, Krišna i Dvajpajana, dok je njegova smiriti kreacija postala kanon čije je teritorijalno ime, zasnovano na jednom ili dva legendarna lična imena vladara, uključeno u tekst sage, i dalje leži u osnovi modernog zvaničnog oblika sa sanskrita na hindu, Barat Ganarajija, u nazivima za Indiju kroz njen trenutni ustav.

## Detinjstvo i mladost
Vjasa se prvi put pojavljuje kao sastavljač i važan lik u Mahabharati. Smatra se da je on bio ekspanzija Boga Višnua, koji je došao u Dvaparajugu kako bi sva vedska saznanja iz usmene predaje bila dostupna u pisanom obliku. Bio je sin Satdžavati, usvojena kćerka ribara Dušaraja i lutajućeg mudraca Parašara, kome se pridaju zasluge kao autoru prve Purane, Višnu Purane. Vjasa je Rođen je na ostrvu reke Jamuna.  Zbog svog tamnog tena, Vjasa je takođe dobio ime Krišna, pored imena Dvajpajana, sa značenjem „rođen na ostrvu”.

## Uloga uMahabarati
Prema Mahabharati, mudrac Vjasa bio je sin Satdžavati i Parašara. Satdžavati je tokom svoje mladosti bila ribarka koja je vozila čamac. Jednog dana, mudrac Parašara je bio u žurbi da prisustvuje jadžni (žrtvovanju). Satdžavati mu je pomogla da pređe reku. Parašara je bio očaran lepotom Satdžavati i želeo je ima svog naslednika s njom. U početku, ona nije pristala na njegov zahtev rekavši da će ih drugi sveci videti, a da će njena čistota biti dovedena u pitanje. Parašara je stvorio tajno mesto s grmljem i Satdžavati se složila. Kasnije je Satdžavati rodila Vjasu. Parašara je odveo Vjasu sa sobom kada se rodio. Ona je držala ovaj incident u tajnosti, i o tome nije rekla čak ni kralju Šantanu za koga je kasnije bila udata.

## Sikizam
U Brahm Avtaru, jednoj od kompozicija u Dasam Grantu, Drugom pismu Sika, Guru Gobind Sing spominje Rišija Vjasa kao avatara Brahme. On se smatra petom inkarnacijom Brahme. Guru Gobind Sing napisao je kratak prikaz kompozicija Rišija Vjasa o velikim kraljevima - Manu, Pritu, Barat, Džudžat, Ben, Mandata, Dilip, Ragu Raž i Aj - i pridao mu je zasluge za očuvanje vedskog učenja.

## Napomene
1. ↑  It is believed that Vyasa asks Ganesha to assist him in writing the text. Ganesha imposes a precondition that he would do so only if Vyasa would narrate the story without a pause. Vyasa set a counter-condition that Ganesha understands the verses first before transcribing them. Thus Vyasa narrated the entire Mahābhārata.

## Literatura
- The Mahabharata of Krishna-Dwaipayana Vyasa, translated by Kisari Mohan Ganguli, published between 1883 and 1896
- The Arthashastra, translated by Shamasastry, 1915
- The Vishnu-Purana, translated by H. H. Wilson, 1840
- The Bhagavata-Purana, translated by A. C. Bhaktivedanta Swami Prabhupada, 1988 copyright Bhaktivedanta Book Trust
- The Jataka or Stories of the Buddha's Former Births, edited by E. B. Cowell, 1895
- Strauss, Sarah (2002). „The Master's Narrative: Swami Sivananda and the Transnational Production of Yoga”. Journal of Folklore Research. Indiana University Press. 23 (2/3): 217—241. JSTOR 3814692. doi:10.2979/JFR.2002.39.2-3.217.
- Gopal, Madan (1990).  K.S. Gautam, ур. India through the ages. Publication Division, Ministry of Information and Broadcasting, Government of India. стр. 74.
- Ian Whicher (1998). The Integrity of the Yoga Darsana: A Reconsideration of Classical Yoga. SUNY Press. стр. 320.